# نماد ین
نماد ین، (¥) یا یوان، نمادی است، که برای رنمینبی، (واحد پول چین) یا برای ین (واحد پول ژاپن) استفاده می‌شود.

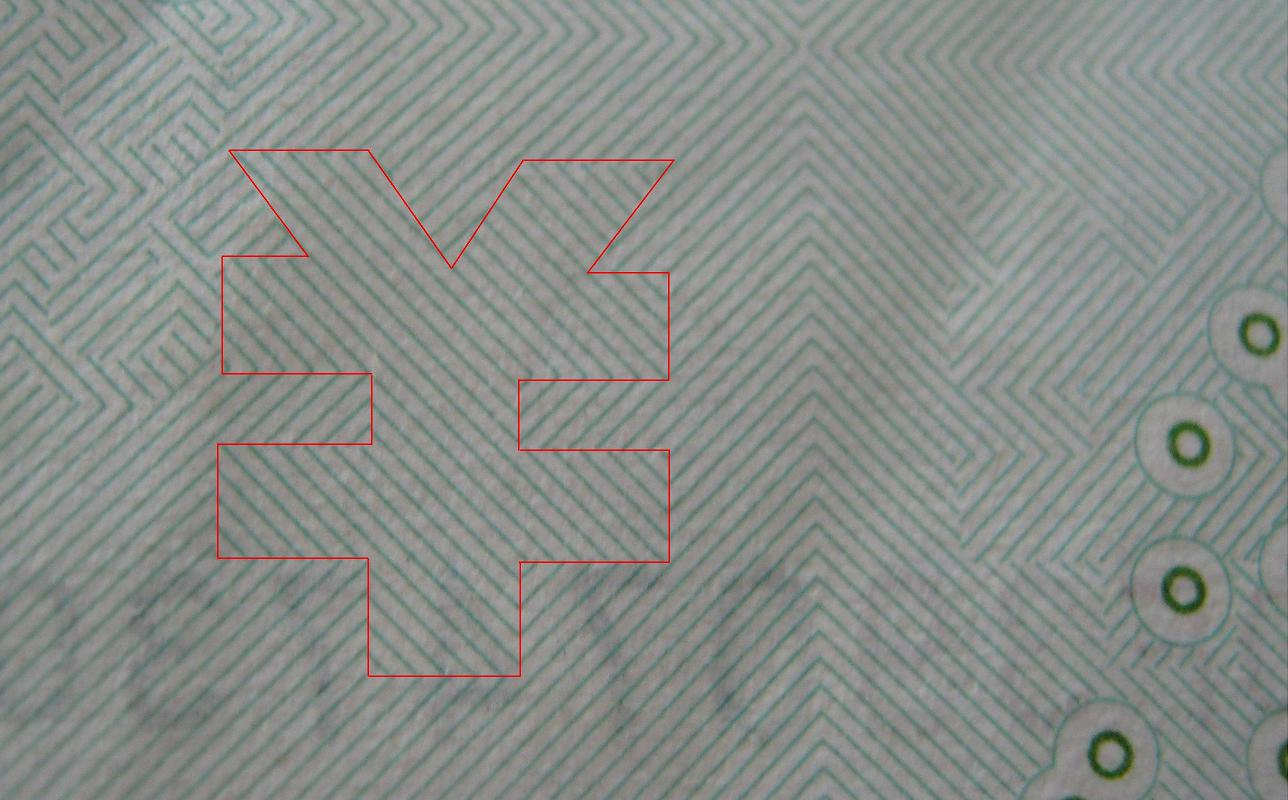
نمایی از علامت ین (¥)، چاپ‌شده بر روی اسکناس پنجاه یوانی - «از رنگ قرمز فقط برای این نماد استفاده‌شده و هیچ رنگ قرمز دیگری در اسکناس به‌کار نرفته‌است.» - ۲۰۰۸